# مخووو (استان پومرانی)
مخووو (به لاتین: Mechowo) یک روستا در لهستان است که در گمینا پوتسک واقع شده‌است. مخووو ۴۰۹ نفر جمعیت دارد.